# EC 1.17.99
La EC 1.17.99 è una sotto-sottoclasse della classificazione EC relativa agli enzimi. Si tratta di una sottoclasse delle ossidoreduttasi che include enzimi che agiscono su gruppi CH o CH2.

## Enzimi appartenenti alla sotto-sottoclasse
| numero EC    | nome accettato                                                     |
| ------------ | ------------------------------------------------------------------ |
| EC 1.17.99.1 | 4-cresolo deidrogenasi (idrossila)                                 |
| EC 1.17.99.2 | etilbenzene idrossilasi                                            |
| EC 1.17.99.3 | 3alfa,7alfa,12alfa-triidrossi-5beta-colestanoil-CoA 24-idrossilasi |
| EC 1.17.99.4 | uracile/timina deidrogenasi                                        |
| EC 1.17.99.5 | acido biliare 7alfa-deidrossilasi                                  |